# Svartmonark
Svartmonark (Symposiachrus axillaris) är en fågel i familjen monarker inom ordningen tättingar.

## Utseende och läte
Svartmonarken är en medelstor tätting med rätt lång stjärt som ofta hålls rest. Fjäderdräkten är helsvart, med en vit fjädertofs framför skuldran. Könen är lika, förutom att honan är något mattare i färgen. Arten är mycket lik svart solfjäderstjärt, men skiljer sig bland annat på  avvikande läten och det vita vid skuldran. Stjärten är också endast delvis utbredd. Lätena är gnissliga och raspiga. 

## Utbredning och systematik
Svartmonarken förekommer huvudsakligen på Nya Guinea. Den delas upp i två underarter med följande utbredning:
- Symposiachrus axillaris axillaris – nordvästra Nya Guinea (Arfak-, Weyland- och Wandammenbergen)
- Symposiachrus axillaris fallax – bergstrakter på sydöstra Nya Guinea samt ön Goodenough

## Levnadssätt
Svartmonarken hittas i bergsskogar på medelhög höjd. Den ses i par, ibland tillsammans med andra fågelarter. Den ses ofta fånga insekter i flykten. 

## Status och hot
Arten har ett stort utbredningsområde, men tros minska i antal, dock inte tillräckligt kraftigt för att den ska betraktas som hotad. Internationella naturvårdsunionen IUCN listar arten som livskraftig (LC).